# Wissenschaftler-Integrations-Programm
Das Wissenschaftler-Integrations-Programm (WIP) war ein von 1992 bis 1996 in Deutschland als Teil des Hochschulerneuerungsprogramms (HEP) laufendes Förderprogramm der Bundesregierung und der Bundesländer Berlin, Brandenburg, Mecklenburg-Vorpommern, Sachsen, Sachsen-Anhalt und Thüringen. Es beruhte auf Vorschlägen des Wissenschaftsrates vom 5. Juli 1991 und hatte die dauerhafte Eingliederung der Mitarbeiter an den Instituten der ehemaligen Akademie der Wissenschaften der DDR, der Akademie der Landwirtschaftswissenschaften der DDR, der Bauakademie der DDR sowie mit diesen Instituten vergleichbaren Einrichtungen in die Hochschulen in den betreffenden Ländern als Ziel. Zu diesem Zweck wurden für die betreffenden Mitarbeiter sowohl befristete Personalstellen als auch Forschungsprojekte finanziert und der Aufbau von Arbeitsgruppen an den Hochschulen gefördert.

## Ziel und Umsetzung
Das WIP wurde durch eine Vereinbarung zwischen der Bundesregierung und den Ländern „über ein gemeinsames Erneuerungsprogramm für Hochschule und Forschung in den neuen Bundesländern (HEP)“ beschlossen. Dabei wurde, den Empfehlungen des Wissenschaftsrates folgend, von der Annahme ausgegangen, dass zwischen den Hochschulen in der DDR und den außeruniversitären Akademie-Instituten eine weitestgehende Trennung der wissenschaftlichen Aufgaben hinsichtlich der Lehre und Forschung bestanden hätte und dass somit an den Universitäten in der DDR ein ausgeprägtes Defizit im Bereich der Forschung bestehen würde. Diese Auffassung beruhte auf Zielvorgaben der DDR-Wissenschaftspolitik, die 1968 im Rahmen der dritten Hochschulreform in der DDR formuliert worden waren. Aus dieser Annahme ergab sich das Ziel des WIP, die Forschung von den außeruniversitären Einrichtungen in die Hochschulen zurückzuführen.
Der Gesamtumfang des Programms betrug von 1992 bis 1996 rund 600 Millionen DM mit einem Bundesanteil von rund 500 Millionen DM. Gefördert wurden insgesamt rund 1.500 Wissenschaftler.

## Ergebnisse und Weiterführung
Das Ziel einer dauerhaften Integration wurde größtenteils nicht erreicht, nur rund jeder sechste der durch das WIP geförderten Wissenschaftler erreichte eine unbefristete Anstellung. Demgegenüber wurde etwa ein Drittel mit dem Ende des Programms arbeitslos, rund 40 Prozent wurden auf der Basis verschiedener Finanzierungen befristet weiterbeschäftigt, und rund fünf Prozent schieden durch Vorruhestand oder andere sozialverträgliche Wege aus. Die einzige Ausnahme bildete das Land Thüringen, in dem 132 von 142 WIP-geförderten Wissenschaftlern eine dauerhafte Beschäftigung erreichten.
Eine teilweise Anschlussfinanzierung von WIP-Projekten erfolgte von 1997 bis 2000 im Programmteil „Förderung innovativer Forschungsvorhaben in den neuen Ländern und Berlin“ des Hochschulsonderprogramms III (HSP III) und von 2001 bis 2006 im Rahmen des Hochschul-Wissenschafts-Programms 3 (HWP 3) „Förderung innovativer Forschungsstrukturen in den neuen Ländern und in Berlin“.